# География Смоленской области
Смоле́нская о́бласть (Смоленщина) — субъект Российской Федерации, входит в состав Центрального федерального округа. Граничит с Московской, Калужской, Брянской, Псковской и Тверской областями России, а также с Могилёвской и Витебской областями Белоруссии. Площадь области составляет 49 779 км².

## Географическое положение
Смоленская область расположена в центральной части Восточно-Европейской (Русской) равнины. Большую часть области занимает Смоленско-Московская возвышенность, на северо-западе располагается Прибалтийская низменность, на юге Приднепровская низменность. На западе область граничит с Белоруссией (Витебская и Могилёвская области), на севере с Псковской и Тверской областями, на востоке с Московской областью, на юго-востоке с Калужской областью, на юге с Брянской областью. Область находится в умеренном климатическом поясе, область умеренно континентального климата.

## Рельеф
В целом поверхность волнистая, с холмистыми участками и сравнительно глубоко врезанными речными долинами.
Большая часть территории находится в пределах Смоленской, Духовщинской (до 282 м) и Вяземской возвышенностей. Максимальная отметка региона — 321 м у деревни Марьино Вяземского района. На северо-западе — моренные гряды (Слободская (до 241 м) и другие), участки Витебской (до 232 м) и Валдайской возвышенностей. На востоке участок Московской возвышенности (высоты до 255 м).
Низины — Вазузская, Верхнеднепровская, Березинская; Приднепровская низменность на крайнем юге области с абсолютными отметками от 175 до 180 м и Прибалтийская в северо-западной части, где находится самая низкая отметка — 141 м по берегу реки Западная Двина на границе с Белоруссией.

## Полезные ископаемые
На территории области обнаружено около 30 видов полезных ископаемых, имеющих осадочное происхождение. Наиболее распространённые: бурый уголь, различные глины и суглинки, торф, каменная соль, песчано-гравийные материалы и булыжный камень, стекольные, формовочные и строительные пески, известковые туфы, известняки, доломиты, мел, мергели, фосфориты, трепела (олоки), глауконит, гипс, сапропели, лечебные грязи, минеральные воды, рассолы, а также различные руды, охра, серный колчедан, ратовкит, вивианит, кремний, горный хрусталь. Большинство месторождений разведано и эксплуатируется.
В восточной и юго-восточной частях области залегают бурые угли Подмосковного угольного бассейна. Детально разведаны около 30 месторождений суммарным запасом 400 млн т.
Распространены поверхностные залежи торфа, насчитывается 1154 месторождения с общими запасами более 300 млн т, особенно массивные находятся в Духовщинском и Руднянском районах. Насчитывается 233 месторождения сапропелей с общими запасами 170 млн т.
Разведаны месторождения каменной соли — вскрыты пласты мощностью от 15 до 51 м с прослойками калийных солей, фосфоритов — общие запасы до 10 млн т с содержанием Р2O5 до 18 %.
Повсеместно распространены известковые туфы, общий запас которых около 7 млн т, известняки (сравнительно неглубоко залегают в центральной и западной частях области, общие запасы 2,4 млн м³); мел (распространён в южной части области, максимальная толщина пласта до 36 м); огнеупорные, лёгкоплавкие, бентонитовые и строительные глины; доломиты, мергель, трепел, глауконит, гипс, стекольные и строительные пески, песчано-гравийные материалы.
Кроме того, встречаются лечебные грязи и высококачественные минеральные воды и рассолы.

## Климат
Климат умеренно континентальный. Средняя температура января −9 °C, июля +17 °C. Для большей части области различия в температуре невелики, лишь южные районы имеют более высокую температуру (примерно на 1°). Относится к избыточно увлажняемым территориям, осадков от 630 до 730 мм в год, больше в северо-западной части — где чаще проходят циклоны, максимум летом. Среднегодовое количество дней с осадками от 170 до 190. Вегетационный период 129—143 дня. Период с положительной среднесуточной температурой воздуха продолжается 213—224 дня. Средняя продолжительность безморозного периода 125—148 дней. Для области характерна значительная изменчивость циркуляции атмосферы в течение года, что приводит к весьма заметным отклонениям температуры и осадков от средних многолетних. Распределение осадков в течение года также неравномерно — наибольшее количество их выпадает летом (порядка 225—250 мм). За год в целом преобладают ветры западного, юго-западного и южного направлений. Также Смоленская область характеризуется высокой облачностью (наибольшее количество ясных дней весной — до 10 %).
На территории региона действуют четыре метеорологические станции Росгидромета, действует Смоленская аэрологическая станция.

## Гидрография
Основная река области — Днепр с притоками Сож, Десна, Вопь, Вязьма. К бассейну Волги относятся реки Вазуза и её приток Гжать, а также приток Оки река Угра. На северо-западе протекает короткий участок Западной Двины и её приток река Каспля.
В области несколько сотен озёр, из них особенно красивы ледниковые на северо-западе (более 160 с площадью зеркала не менее 1 га): Каспля, Свадицкое, Велисто и др. Самое крупное среди них Акатовское (655 га), самое глубокое — Баклановское (28 метров). Самое крупное карстовое озеро — Калыгинское.
Среди крупных водохранилищ можно подчеркнуть снабжающие водой Москву Вазузское и Яузское водохранилища на северо-востоке, а также охладители электростанций — Смоленское водохранилище на севере у посёлка Озёрного и Десногорское водохранилище на юге области около города Десногорска.
В недрах залегают около 40 водоносных горизонтов. Общие ресурсы инфильтрации подземных вод оцениваются в 4,75 млрд м³/год.

## Почвы
Преобладающим типом почв являются дерново-подзолистые (78 % площади) в южной части области в основном супесчаного в остальной части суглинистого типов. Реже встречаются типичные подзолы, дерновые, различные виды болотных и пойменных почв. Отмечается низкое содержание гумуса и деградация плодородия, а в результате прекращения мелиорации местами развивается водная эрозия почв.

## Растительность
Смоленская область расположена в подтаёжной зоне смешанных широколиственно-темнохвойных лесов. Растительность представлена лесами, лугами, болотами, водной растительностью, посевами культурных растений. Леса (осина, берёза, ель) на 2000-е занимают около 38,2 % территории. Высокая лесистость в Угранском, Демидовском, Духовщинском и Холм-Жирковском районах (более 50 % территории районов покрыто лесами). На территории области преобладают мелколиственные и хвойные породы, среди которых наиболее многочисленны берёза двух видов и ель (приблизительно по 35 % от общего количества деревьев), также большую долю составляют сосна и осина (около 12 % по отдельности), меньше распространены два вида ольхи. Довольно обильны и широколиственные породы: дуб, липа, ясень, клён, два вида вяза, составляющие заметную примесь в лесах, а в ряде случаев доминирующие в древостое. Во флоре лугов преобладают многолетние виды: тимофеевка луговая, овсяница луговая, мятлик луговой, ежа сборная и др. и вместе с бобовыми культурами (клевер) составляют основу растительного покрова. Широко распространены на лугах однолетние полупаразиты: погремок малый, очанки, мытники. В почвах лугов насчитывается до 80 видов водорослей. Болота занимают на территории области значительные площади с преобладанием низинных болот. На них произрастают различные виды осок (острая, пузырчатая, лисья), тростник обыкновенный, хвощ болотный, хвощ приречный и др.; на почве — зелёные блестящие гипновые мхи. Из древесных растений на болотах можно встретить сосну обыкновенную, берёзу пушистую и некоторые виды ив.
Общая площадь лесного фонда — 2100 тыс. га, запасы древесины — около 230 млн м³, в том числе хвойных пород — 55 млн м³. Запасы распространены неравномерно, в основном в верховьях Днепра и на юге — юго-востоке (по долине р. Угры). Выделяются незначительные участки широколиственно-сосновых лесов на крайнем юге и сосновых лесов в Прибалтийской низменности.

## Животный мир
В области обитают представители 14 типов животных. Некоторые виды, обитающие на территории Смоленской области, занесены в Красную книгу области и России.
Из млекопитающих в области встречаются: заяц-русак, лось, лисица, волк, куница, бурый медведь и др.
Из птиц — дятел, снегирь, дрозд, глухарь, сова, аист и др.
В водоёмах области обитает более 45 видов рыб (обычный ёрш, карась, карп, лещ, окунь, плотва, ротан, щука, сом), часть из них завезённые. По программе «Развитие рыбного хозяйства Смоленской области» на 2009—2012 годы будет происходить активное зарыбление водоёмов Смоленщины — Днепра (стерлядь), а также озёр Акатовское, Большое Рутавечь и Смоленское водохранилище (толстолобик, белый амур):

«Раньше у нас водился днепровский осётр. Но из-за заиления нерестовых мест, гидросооружений и дамб, была нарушена миграция. Потом потихоньку браконьеры всех осетровых и выловили. Сейчас уже созданы благоприятные условия. Мы завозим стерлядь с прошлого года. Как только первая рыба начнёт нереститься — выпуск прекратим. Это произойдёт через три-четыре года»

Многочисленны различные насекомые. Достоверно выявлено около 2000 видов, что составляет только 10 % от их реального количества на территории области.
В области обитает несколько видов рептилий — ящерицы (ломкая веретеница, прыткая ящерица) и змеи (обыкновенная гадюка, уж обыкновенный, медянка).
Земноводные представлены тритонами (обыкновенный и гребенчатый), жабами (серая и зелёная) и лягушками (травяная, озёрная, прудовая, съедобная).

## Охрана природы и экологическое состояние
На территории Смоленской области создан национальный парк «Смоленское Поозерье» общей площадью около 150 тыс. га, охраняющий в том числе и значимые фонды леса от распространившейся незаконной вырубки. Парк был создан в 1992 году на основании специального постановления правительства Российской Федерации. Также действует Гагаринский природный парк общей площадью 55 тыс. га, созданный в 2007 году.
В настоящее время охране подлежат 131 вид животных, 87 видов растений, 1 вид грибов и 2 вида лишайников — все они занесены в Красную книгу Смоленской области. Материалы, помещённые в Красную книгу, в некоторой степени носят предварительный характер.
В области функционирует 13 государственных биологических заказников, общей площадью — 293,655 тыс. га: общевидовые (Шумячский, Хиславичский), заказники выхухоля (Соловьевский), кабана (Междуреченский), косули (Угранский, Велижский), глухаря (Смоленский, Руднянский, Дорогобужский), выдры, бобра (Ершичский, Сычевский), оленя (Ельнинский), лося (Краснинский).
Экологические проблемы Смоленской области:
- загрязнение токсичными, бытовыми и другими отходами (техногенная перегрузка, нерациональная структура производства и природопользования)
- недостаточный уровень экологической сознательности, образованности и культуры
- превышение среднегодового уровня загрязнения атмосферного воздуха в городах и посёлках
- вода во многих водоёмах не отвечает нормативным требованиям по качеству
- деградация ландшафтов, снижение плодородия почв
- экологически несовершенные технологии в промышленности, сельском хозяйстве, энергетике и на транспорте

Основной вклад в загрязнение вносят предприятия Смоленская ГРЭС и ОАО «Дорогобуж». Самые загрязнённые районы: Духовщинский, Дорогобужский и Смоленский.